# Iglesia votiva (Viena)

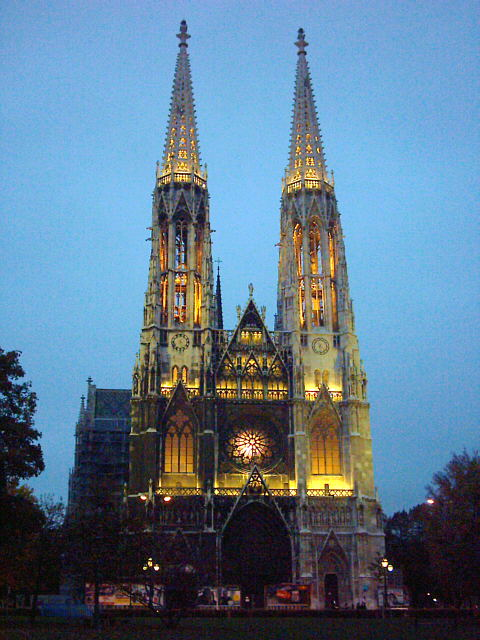
Vista nocturna de la Iglesia Votiva, Viena.

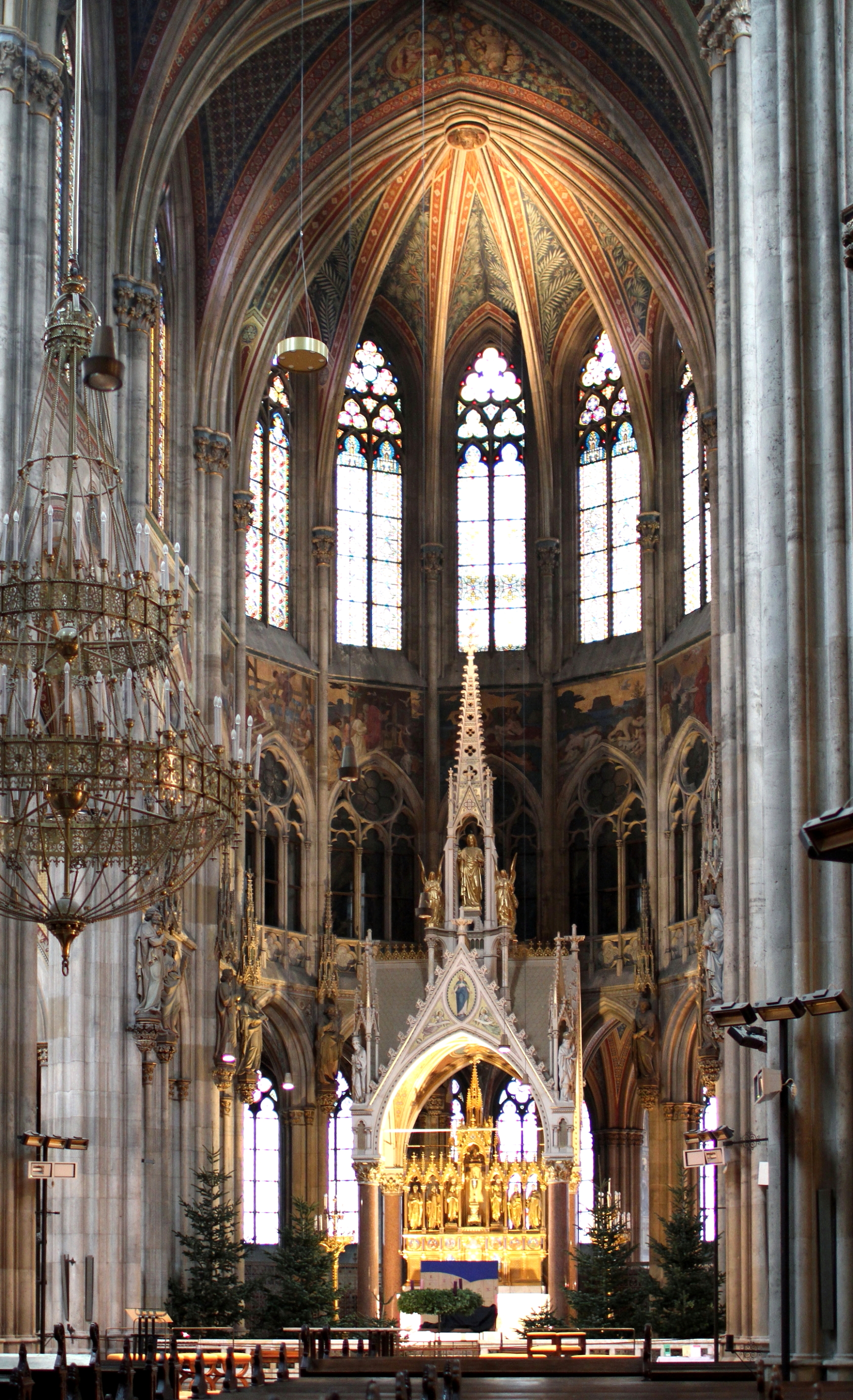
Interior de la Iglesia Votiva, Viena.

La iglesia Votiva del Divino Salvador, conocida más simplemente como Iglesia Votiva (Votivkirche) es un templo de culto católico situado en Viena, Austria. Está considerada, por sus dimensiones, unidad de estilo y belleza, una de las iglesias más notables del siglo XIX.
Fue mandada construir por Maximiliano de Habsburgo Emperador de México y hermano del emperador de Austria Francisco José I, tras haber sobrevivido este último a un ataque que pudo ser mortal en el año 1853, como voto y ofrenda a Dios y acción de gracias. Tras el atentado, se organizó una colecta popular y se encargaron los planos al arquitecto Heinrich von Ferstel, quien la diseñó en estilo Neogótico, tomando como inspiración la catedral de Colonia. Su construcción comenzó en 1853, y se terminó en 1879. Fue inaugurada solemnemente el 24 de abril de 1879, en ocasión del Jubileo de Plata de los emperadores.
Sufrió numerosos daños durante la Primera y Segunda Guerra Mundial, teniendo que ser reparada varias veces.
La idea original, además de la iglesia, incluía un mausoleo de los austriacos ilustres, pero tal proyecto no llegaría nunca a materializarse. Sin embargo, sí llegaron a trasladarse los restos mortales del héroe nacional Niklas Salm, comandante de las tropas austriacas durante el Sitio de Viena de 1529.
Al exterior, el templo domina por sus grandes dimensiones el barrio donde se sitúa, cercano a la Universidad de Viena. Las agujas gemelas de la fachada principal rozan los 100 m de altura. El interior del templo destaca por su diafanidad y estilo unitario, muy inspirado en las catedrales francesas. En conmemoración del archiduque Maximiliano, que había sido proclamado emperador de México, se erigió un altar dedicado a la Virgen de Guadalupe. Como curiosidad, se puede ver una vela de 4 m de altura y 3 dm de ancho, y de un peso de 264 kg, llamada "vela Bárbara" (Barbarakerze), del año 1930. Se dice que la duración de esta vela si fuera encendida sería de 100 años.

## Transportes
Para llegar a la Iglesia Votiva se puede tomar el Metro de Viena. La parada es Schottentor (línea U2).